# 孔經
孔經（1455年—？），字大猷，福建邵武府邵武縣人，軍籍，明朝政治人物。

## 生平
福建鄉試第八十五名舉人。成化十七年（1481年）中式辛丑科會試第二百九十五名，三甲第一百八十名進士。

## 家族
曾祖孔得清；祖父孔章，縣丞；父孔昭，母謝氏；繼母黃氏。